# قسمت (فیلم ۲۰۰۷)
قسمت (انگلیسی: Partition) فیلمی در ژانر درام و رمانتیک است که در سال ۲۰۰۷ منتشر شد. از بازیگران آن می‌توان به کریستین کروک، نو کمبل و عرفان خان اشاره کرد.